# Sitagliptin/metformin
Sitagliptin / metformin, được bán dưới tên thương hiệu Janumet trong số những loại khác, là một loại thuốc kết hợp được sử dụng để điều trị bệnh tiểu đường loại 2. Nó có thể được sử dụng ở những người có lượng đường trong máu không được kiểm soát bằng metformin và sulfonylurea. Nó được uống bằng miệng.
Các tác dụng phụ thường gặp bao gồm tiêu chảy, nhức đầu và nhiễm trùng đường hô hấp trên. Tác dụng phụ nghiêm trọng có thể bao gồm nhiễm axit lactic, viêm tụy, lượng đường trong máu thấp, suy tim, đau khớp và phản ứng dị ứng.  Chưa có nghiên cứu đúng về việc dùng thuốc này ở những người đang mang thai hoặc cho con bú. Nó chứa sitagliptin (một chất ức chế dipeptidyl peptidase-4) và metformin (một biguanide).
Thuốc kết hợp này đã được chấp thuận cho sử dụng y tế tại Hoa Kỳ vào năm 2007  Một tháng cung cấp ở Vương quốc Anh tiêu tốn của NHS khoảng 33,26 £ vào năm 2019. Tại Hoa Kỳ, chi phí bán buôn của số thuốc này là khoảng 433 USD. Năm 2016, đây là loại thuốc được kê đơn nhiều thứ 191 tại Hoa Kỳ với hơn 3 triệu đơn thuốc.

## Xã hội và văn hoá

### Tên thương hiệu
Kể từ năm 2018, sự kết hợp này đã được bán trên thị trường dưới một số tên thương hiệu, bao gồm Efficib, Janmet, Januet, Janumet, Jznumet, Ristaben Met, Ristfor, Siglimet, Sitamet, Sitar-M, Sliptin-M, Treviamet và Velmetia.

### Giá bán
Một tháng cung cấp ở Vương quốc Anh tiêu tốn của NHS khoảng 33,26 £ vào năm 2019. Tại Hoa Kỳ, chi phí bán buôn của số thuốc này là khoảng 433 USD. Ở Đan Mạch, 100 viên (mỗi 1.000 mg) có giá trên quầy thuốc trong nhà thuốc DKK 62,60 = 9,40 đô la = 7,50 bảng, do đó, một tháng cung cấp ở Đan Mạch có giá 37,50 đô la = 5,70 đô la = 4,50 đô la. Nhà thuốc mua bán buôn tại DKK 33,83 = US $ 5,11 = £ 4,10.